# Рос Геллер
Рос Юстас Геллер (англ. Ross Eustace Geller, 18 жовтня 1969) — персонаж популярного американського телевізійного серіалу «Друзі».

## Родина
Рос — старший брат Моніки й улюбленець батьків. Це пояснюється тим, що, як спершу вважалося, Джек і Джуді Геллер не могли мати дітей, тож народження Роса стало для них справжнісіньким дивом та приводом для радості. У дитинстві Рос і Моніка ввесь час сварилися, та подорослішавши, вони дуже зблизилися. Проте, навіть у такому віці їхні дитячі конфлікти часом нагадують про себе.

## Кар'єра
У коледжі Рос познайомився зі своїм майбутнім другом Чендлером (вони разом заснували музичний гурт) і дружиною Керол Віллік.
Рос здобув освіту палеонтолога і одержав ступінь доктора філософії (відповідає кандидатові наук). Він отримав роботу у нью-йоркському музеї природознавства. За словами Роса, він полишив кар'єру баскетболіста, аби присвятити себе палеонтології.
Пізніше Роса було звільнено з музею через проблеми з нервами, що спричинені його другим розлученням. Він влаштувався викладачем в університеті.
Рос дуже пишається своїм науковим ступенем і завжди охоче розповідає про роботу, чим діє на нерви своїм друзям.

## Стосунки

### Керол Віллік
Зі своєю першою дружиною, Керол, Рос познайомився ще в коледжі. Їхні стосунки тривали сім років, з яких вісім місяців вони прожили в офіційному шлюбі. Пара розлучилася через те, що Керол раптом усвідомила, що вона лесбійка. Вона покинула Роса і стала жити разом зі своєю подругою Сьюзен Банч. Ситуація ускладнилася, коли стало відомо, що Керол вагітна від Роса.
Рос довго страждав через розлучення з Керол, та з часом їхні взаємини налагодилися. Рос регулярно на вихідних відвідує та бере до себе сина, Бена, з яким також няньчаться всі Росові друзі.

### Емілі Волтем
Шлюб із Емілі виявився ще більш невдалим за шлюб із Керол. Вони мали нетривалий роман, який, зрештою, призвів до весілля, що відбулося в Лондоні. Але під час церемонії Рос промовив ім'я «Рейчел» замість «Емілі», що спричинило скандал. Рос намагався поновити стосунки з Емілі, але вона вимагала, щоб він більше ніколи не спілкувався з Рейчел. Оскільки Рос не виконав цієї умови, його стосунки з Емілі припинилися.

### Рейчел Грін
Рос був закоханий у Рейчел ще із шкільних часів, коли та була найкращою подругою Моніки. Коли Рейчел оселилася у квартирі його сестри, ці почуття знову нагадали про себе.
Протягом цілого року Рос не міг освідчитися Рейчел, а коли вона випадково дізналася від Чендлера правду, Рос уже завів стосунки з Джулі.
Зрештою, Рос і Рейчел почали зустрічатися, і їхнім стосункам нічого не загрожувало, поки Рейчел не отримала нову роботу у Bloomingdale's. Рос почав її ревнувати до Марка, одного з її співробітників. Усе закінчилося тим, що Рос зрадив Рейчел з іншою дівчиною, помилково вважаючи, що вона вже зрадила його з Марком.
Після тривалої напруги в стосунках, Рос і Рейчел знову стали друзями. Та коли Рос мав одружитися з Емілі, Рейчел раптом зрозуміла, що все ще кохає його. Вона полетіла до Лондона, де мало відбутися весілля, щоб розповісти Росу про свої почуття, та, побачивши, який він щасливий поряд зі своєю нареченою, нічого йому не сказала.
Одного разу в Лас-Вегасі, сильно напившись, Рос і Рейчел побралися в одній із капличок. Вони спробували анулювати шлюб, але, дізнавшись, що вони вже мали стосунки раніше, суддя відмовила їм, і довелося подавати на розлучення.
Наприкінці восьмого сезону в них народилася донька, Емма, але вони так і не поновили своїх стосунків.
Лише в заключному епізоді серіалу Рос і Рейчел освідчуються одне одному в коханні. Пізніше вони знову побралися (про це згадує Джої в однойменному серіалі).